# 觥
觥是中国流行于商朝晚期至西周早期的酒器。

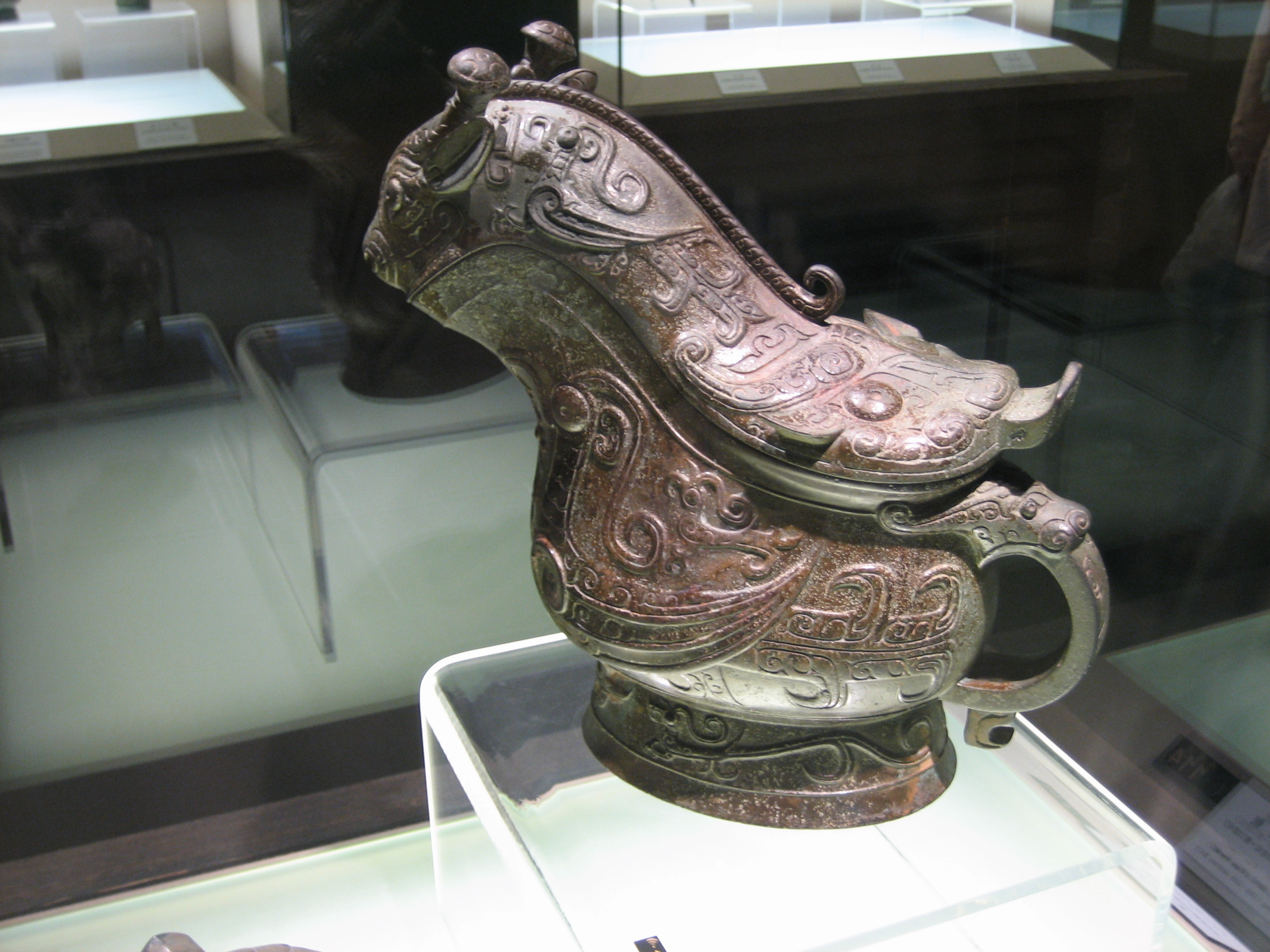
商代晚期的共父乙觥，摄于上海博物馆

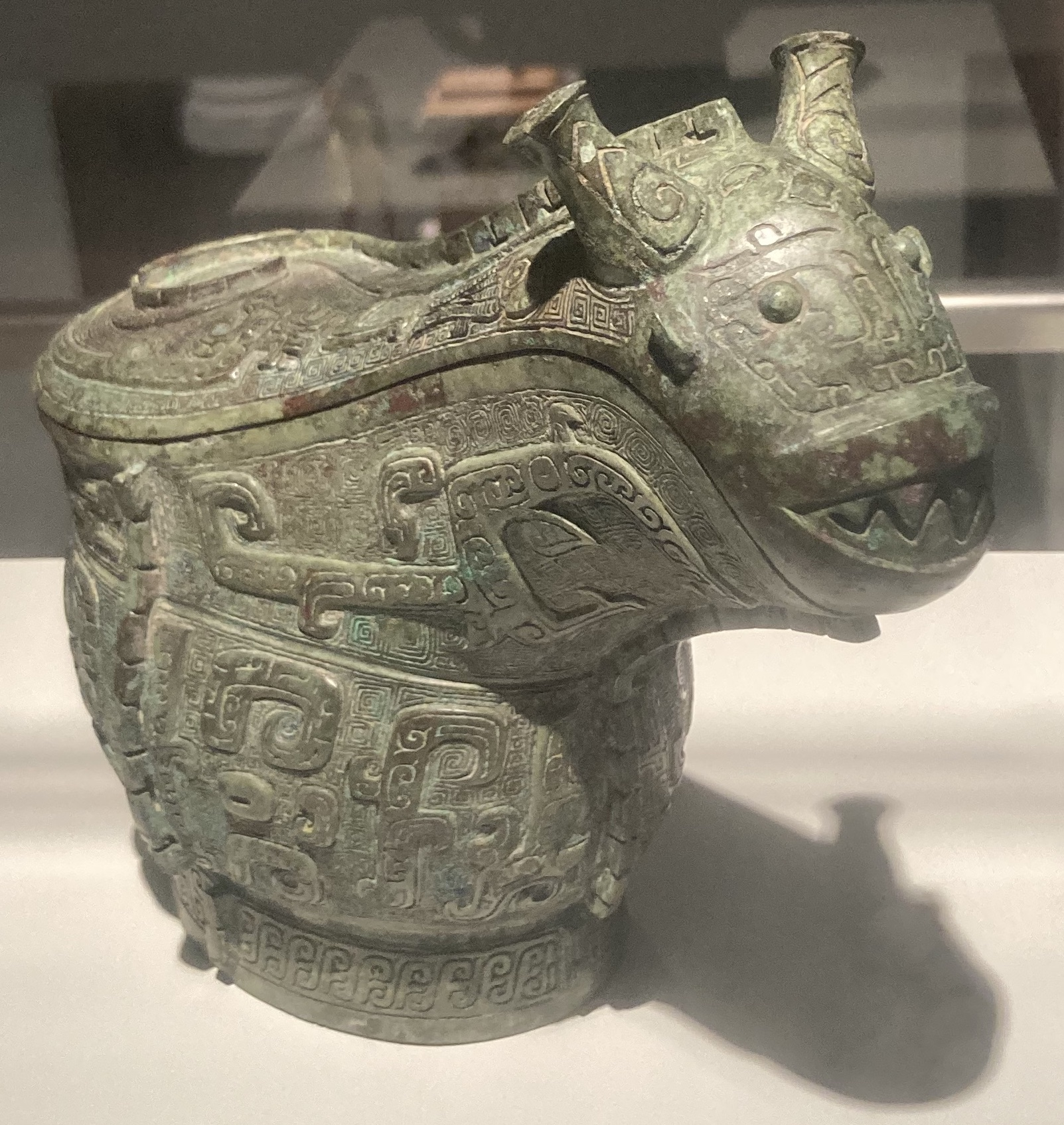
觥（晚商），摄于美国布鲁克林博物馆，两侧各有一条饕餮，锯齿形开口

觥的器身呈椭圆形或方形，圈足或四足。带盖，呈有角兽头或长鼻上卷的象头形状。有的觥全身为动物形状，盖为兽头、背，器身为兽腹，足为兽腿。觥的装饰纹类似于牺尊、鸟兽形卣。和兽形尊不同的是，觥盖为兽头连接兽背的形状，流部为兽颈，用于倒酒。

## 延伸阅读
[在维基数据编辑]
 《欽定古今圖書集成·經濟彙編·考工典·觥部》，出自陈梦雷《古今圖書集成》